# 田口俊平

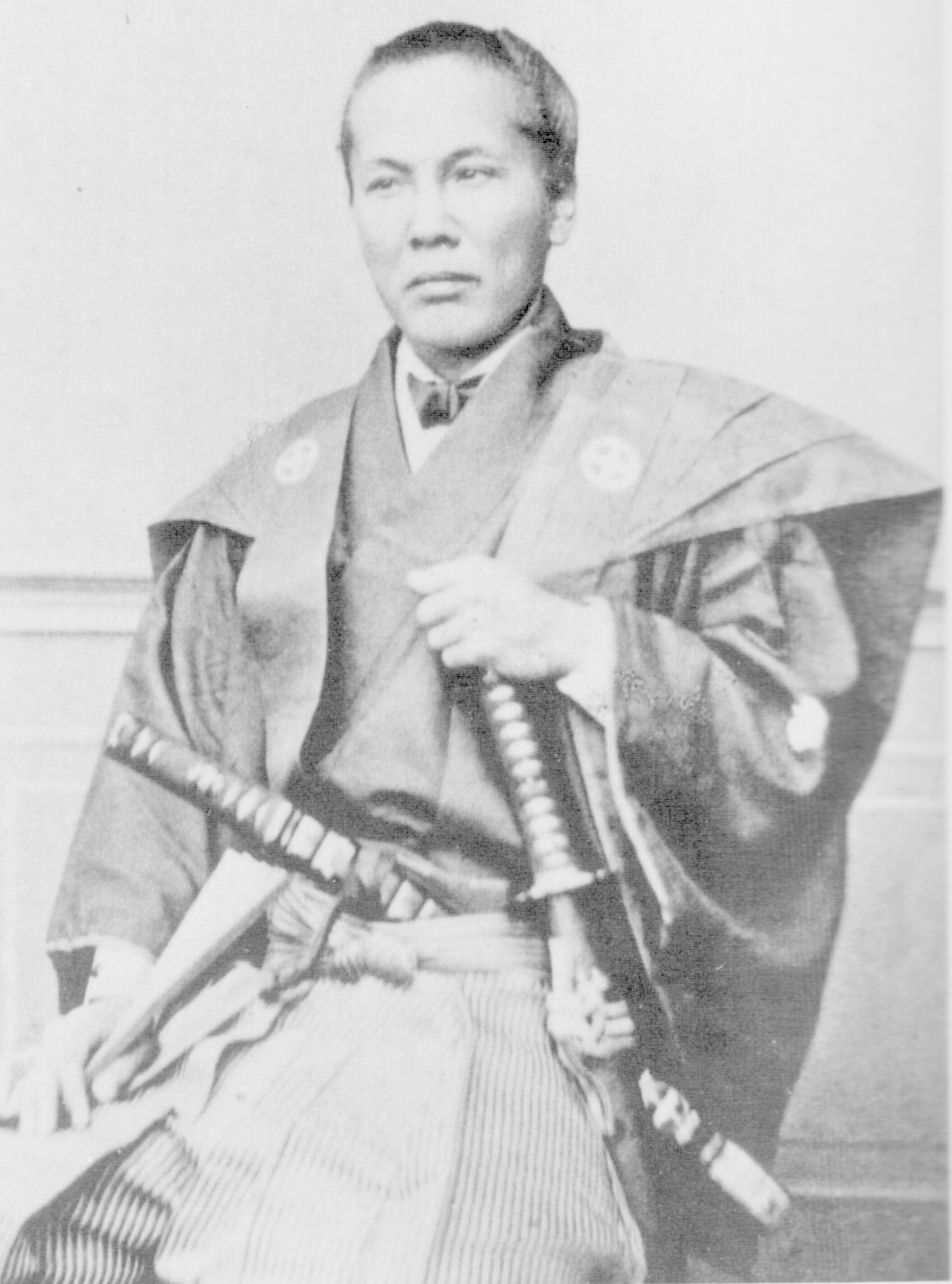
榎本武揚らとともに渡蘭した際に現地で撮影

田口 俊平（たぐち しゅんぺい、文化15年4月6日（1818年5月10日） - 慶応3年11月18日（1867年12月13日））は、幕末期の砲術、測量術の技術者。岐阜県の山間部の一村医の家に生まれながらも、「旗本」まで出世した。測量術、砲術、蘭学、機械学などを学び、幕末の時代に多くの門弟を指導し、幕末における日本の近代化への貢献が大きかった。その功績により、1928年（昭和3年）に正五位を追贈されている。父は医師の安江隆庵の三男（幼名は、安江大二郎）。

## 来歴
- 1818年（文化15年）美濃国加茂郡黒川村（現在の岐阜県加茂郡白川町黒川）で生まれる。
- 1833年（天保4年）医学を学ぶために名古屋の浅井門下の柳田良平に師事（15歳）。
- 1838年（天保9年）蘭学、蘭医学を学ぶために長崎で修行。途中医学から転じ、洋式練兵所にて砲術の研究を行う。長崎から帰郷後、郷里の美濃国苗木藩から砲術家として登用の誘いを受けるも断り、父の生家である美濃国付知村（現在の岐阜県中津川市付知町）の庄屋田口家へ入り、田口俊平と称した。尾張藩への仕官の道を探るが果たせず。
- 1847年（弘化5年）頃江戸へ出立（29歳）。途中、韮山にて砲術を中心とした西洋式の軍事の私塾である江川塾（砲術家高島秋帆の門下江川坦庵が開いた洋式軍事学校）にて砲術の研究をする。後、幕府唯一の砲術師範下曽根金三郎の門下に入る。
- 1851年（嘉永4年）、関宿藩の西洋砲術の教授に招聘（33歳）
- 1859年（安政元年）、老中久世広周により禄百石の物頭格御使番に格上げされ、幕府の西洋砲術及び蘭学の師範となる。
- 1858年（安政5年）、幕府講武所で、同年9月からは機械学研究のため長崎伝習所で勤務。ここで勝麟太郎、榎本武揚らと行動を共にする。
- 1859年（安政6年）、安政の大獄により長崎伝習所が閉鎖されたのに伴い江戸に戻り、軍艦操練所に勤務し、咸臨丸の乗組員となる（咸臨丸渡米使節には参加者せず）。
- 1862年（文久2年）、俊平は、軍艦開陽丸建造を発注の際に徳川幕府がオランダに派遣した技術者の一人に選ばれる。
- 同年6月、品川を咸臨丸で出航。長崎でオランダ船に乗り換え、翌年4月にオランダ到着。オランダでは、開陽丸建造を監督するとともに、測量術、西洋の砲術などを学ぶ。
- 1867年（慶応3年）、帰国。帰国後、禄三百石の旗本となり、海軍操練所の御用係（教授）となったが、同年11月病死。（50歳）